# Grönjord
Grönjord, Pigment Green 23 (C.I. 77009), är ett grönt jordfärgspigment som används inom måleriet. Under renässansen var det vanligt att måla undermålningar med det. Ett annat namn på pigmentet är Terre verte.
Pigmentet lämpar sig väl till både kalk- och vattenfärger, men mindre bra till oljefärger. Vid svag upphettning (bränning) blir den brunröd och vid starkare bränning röd (bränd grönjord).
Jordarten är en blandning av flera olika mineral som huvudsakligen består av ferrosilikat och lera, medan den rena grönjorden, celadonit, är ett jordaktigt, mjukt mineral med djup grön färg, som består av ferro-magnesium- och kalciumsilikat i växlande förhållanden.

## Förekomst
Grönjord finns i Tjeckien, vid Verona, i Sydtyrolen samt i mindre mängder i Belgien, Skottland, på Island och Färöarna.